# Castillo de Albalat dels Sorells
El castillo de Albalat dels Sorells es un palacio señorial de Albalat dels Sorells en la provincia de Valencia, España. Está protegido como Bien de Interés Cultural desde 1985.

## Historia
Consta que ya existía una residencia durante el siglo XIV, cuando Berenguer de Codinats, Maestro Racional de la Corona, adquirió la alquería de Albalat y le dio el nombre de Albalat de Codinats. Sin embargo, los elementos decorativos sitúan la obra avanzado el siglo XV, cuando Tomás Sorells Segarriga compró el señorío de Albalat. Las obras y reformas del edificio se han sucedido a lo largo del tiempo de manera que en la actualidad presenta una gran amalgama de estilos y fábricas que dificultan enormemente su lectura original. De alrededor de 1900 data la siguiente descripción:

El castillo señorial de Albalat es hoy casa de rústica labranza: las antiguas cambras, teatro quizás de espléndidos saraos, almacenan frutos del campo; espesas capas de cal borraron ya en los muros los primores del cincel; empotrados están en ellos los ventanales góticos, y sólo ofrece aspecto artístico el patio, con su ancha escalera de piedra, su galería de esbeltas columnillas y arcos apuntados, y una ventana geminal de doble arco dividida por ligerísima pilastra.
Teodoro Llorente, Valencia.

## Descripción
Es una residencia nobiliaria rural de la Edad Media de carácter fortificado. Tiene planta rectangular con cuatro torres sobre las esquina y un patio central alrededor del cual se disponen cuatro crujías con diversos salones y dependencias. Estaba rodeado de un extenso huerto excepto por la fachada que da a la plaza. Destacan la galería y la escalera de piedra, que descansa sobre un arco de gran factura en el patio central, así como la portada de arco de medio punto de la fachada principal, construida con grandes dovelas de piedra. También son interesantes los ventanales góticos, aunque muchos no son originales. Los techos son simples, según la tradición del gótico valenciano. La cubierta del edificio está inclinada hacia el exterior y construida de teja moruna.
El edificio tiene 22 m de lado y 13 de altura, 18 en las torres. Junto con el Castillo de Alacuás es el edificio señorial más importante de la comarca la Huerta de Valencia o del área metropolitana de Valencia. Se encuentra en buen estado de conservación dadas las últimas obras de restauración y adaptación para alojar las dependencias municipales.